# Ahveninen (sjö i Laukas, Mellersta Finland)
Ahveninen är en sjö i kommunen Laukas i landskapet Mellersta Finland i Finland. Sjön ligger 85,8 meter över havet. Arean är 1,57 kvadratkilometer och strandlinjen är 9,11 kilometer lång. Sjön  ingår i Kymmene älvs huvudavrinningsområde.   Den ligger omkring 24 kilometer nordöst om Jyväskylä och omkring 260 kilometer norr om Helsingfors. 
I sjön finns ön Ahvenissaari. Ahveninen ligger nordöst om Saraavesi. 